# Georg Brunner
Georg Brunner, född 15 december 1897 i Leipzig, död 16 november 1959, var en tysk landhockeyspelare.
Brunner blev olympisk bronsmedaljör i landhockey vid sommarspelen 1928 i Amsterdam.